# 정건유
정건유(鄭健裕, 일본식 이름: 金浦健裕가나우라 겐유, 1874년 ~ ?)는 대한제국과 일제강점기의 관료로, 본적은 황해도 재령군 재령면이다.

## 생애
1907년 황해도 재령군 주사와 우편취급소 주사로 근무했으며 1909년 재령금융조합 조합장을 역임했다. 1910년부터 1912년까지 황해도 재령군 서기, 1913년부터 1918년까지 황해도 장연군 서기로 근무했고, 1912년 8월 1일 일본 정부로부터 한국병합기념장, 1915년 11월 10일 다이쇼대례기념장을 받았다.
1919년 황해도 신천군 서기로 근무했으며, 1920년 12월 20일 황해도 민선 도평의회원으로 선출되었다. 1921년 사립 문창(文昌)학원 원장, 1923년 조선민립대학기성회 발기인 및 재령군 지방부 집행위원장을 역임했고, 1924년 4월 1일과 1927년 4월 1일 황해도 관선 도평의회원으로 선출되었다. 1925년 7월 매일신보 재령지국 고문을 역임했으며, 1925년 12월 27일부터 1932년 1월 22일까지 조선총독부 중추원 참의를 역임했다.
1926년 황해도 농회 특별위원, 1927년 재령학원 원장과 재신(載信)수리조합 조합장(1927년 3월 ~ 1937년)을 역임했으며, 서선(西鮮)전기주식회사 이사(1929년 ~ 1933년), 재령운수창고주식회사 이사(1931년 ~ 1933년), 재령금융조합 감사(1933년 4월), 동방사(東邦社)주식회사 대표(1939년) 등을 역임했다. 1932년부터 1936년까지 황해도 재령군 재령면장을 역임했고, 1935년 4월 6일 사립 오성(五成)학교(옛 재령학원)을 설립했다.
1941년 1월 《매일신보》에 개인 명의로 〈축총력연맹신원(祝總力聯盟新元)〉광고를 게재했으며, 같은 해 10월 조선임전보국단 발기인으로 참여했다.
친일파 708인 명단의 중추원 부문, 민족문제연구소의 친일인명사전 수록자 명단의 중추원 부문, 친일반민족행위진상규명위원회가 발표한 친일반민족행위 705인 명단에 포함되었다.

## 참고자료
- 친일반민족행위진상규명위원회 (2009). 〈정건유〉. 《친일반민족행위진상규명 보고서 Ⅳ-15》. 서울. 857~865쪽.